# Berliet VXB-170
Il Berliet VXB-170, blindato da trasporto truppe ruotato, è derivato da una lunga tradizione della casa di produzione che è stata tra le fornitrici di maggior peso di autocarri per l'esercito francese fin dal dopoguerra.
Alla fine degli anni sessanta, essa ha costruito un prototipo di un veicolo blindato, chiamato BL-12, che era realizzato usando le componenti commerciali standard ovunque possibile per la parte meccanica. Il mezzo era discretamente riuscito, ma per motivi di tipo esterno alle capacità tecniche esso avrebbe avuto una prematura fine.

## Tecnica
Lo scafo del veicolo è di acciaio saldato, spesso 7 mm. Il pilota ha un abitacolo al centro, con ampio campo visivo dato da 2 finestrini laterali e un da parabrezza frontale. Quando necessario queste superfici sono protette da piastre d'acciaio e vengono usati solo gli iposcopi.
Lo scomparto motore è invece dietro, a destra, mentre il cambio ad esso collegato ha 6 marce avanti e 1 indietro, con un gruppo di rinvio a 2 velocità. Esiste anche il servosterzo, per ridurre la fatica del pilota nelle manovre del pesante automezzo, che nonostante il ridotto spessore delle piastre, utile solo contro il fuoco delle armi portatili e non necessariamente anche a corta distanza, ha una massa tutt'altro che irrisoria.
La struttura della scocca prevede anche 3 grossi portelli per l'entrata e l'uscita, 1 per lato, e 1 dietro a sinistra. Essi sono integrati da alcuni portelli sul tetto, mentre non vi sono feritoie di tiro laterali. 
Tutto questo serve essenzialmente per la decina di uomini trasportati nel comparto truppa, sito posteriormente al mezzo, cosa che esso ha, nell'ordine: comparto guida, motore, equipaggio, da prua a poppa, configurazione simile al VAB e all'OT-64, anche se qui il capocarro è dietro il pilota e non a fianco.
L'armamento, posto al centro del mezzo, è costituito da una mitragliatrice da 7,62 mm con un piccolo scudo blindato. Se necessario, però, possono essere installate armi più potenti. 
La famiglia VXB-170 è stata originariamente concepita con 3 derivazioni possibili studiate in parallelo, 1 per la sicurezza interna, 1 per l'export e 1 per il combattimento. Quest'ultima ha la possibilità di ospitare anche torrette biposto con cannoni da 90 mm del tipo H-90, o sistemi con cannone-mortaio da 60 mm (tipica 'specialità francese), o altre combinazioni di armamenti.
La mobilità fuoristrada è limitata dalla presenza di 4 ruote soltanto, ma il mezzo è anfibio senza preparazione con il moto in acqua a 4 km/h dato dagli pneumatici scolpiti. Le sospensioni sono simili a quelle di un autocarro civile, con molle elicoidali e ammortizzatori idraulici coassiali. Opzionali pneumatici antiforo, sistemi di visione notturna, verricello etc., ma normalmente non vi è protezione NBC.

## Servizio
Questi mezzi, entrati in servizio nel 1973, per quanto pesanti, sono stati usati essenzialmente per compiti antisommossa. La Gendarmeria francese ne ha avuti 155, con torretta armata di una mtg. da 7,62 mm e lanciagranate da 40 mm. Altri 12 esemplari sono andati al Gabon e altrettanti al Senegal.
Il mezzo era assai riuscito, o almeno non vi erano motivi particolari di lamentela, ma ad un certo punto la Berliet venne comprata dalla Renault. Era il 1975, e la casa francese era già in affare per la produzione in grande serie dei VAB. Benché questi fossero più costosi dei Berliet, essi erano il veicolo su cui puntare, così venne deciso, come spesso accade in questi casi, di fermare la produzione del veicolo per evitare interferenze tra le vendite dei 2 mezzi, praticamente identici in prestazioni e pesi. Questo ha tolto ovviamente parte della capacità di copertura del mercato per i clienti meno danarosi (e più contenti di avere un mezzo dalla meccanica unificata con quella degli autocarri), ma tant'è stato deciso, così il Berliet si è fermato a 179 mezzi contro oltre 5000 VAB.
Notare, come curiosità, che entrambi, sia pure con una leggera differenza di peso, hanno dimensioni praticamente uguali, sia la lunghezza, che la larghezza che l'altezza differiscono al massimo di qualche centimetro.